# Дезинфекция
Дезинфекцията е комплекс от мерки и мероприятия за унищожаване на микроорганизмите във външната среда. Осъществява се чрез физични, химични и биологични методи.

## Физични методи

### Почистване
Чрез почистването микроорганизмите се отстраняват от дезинфекцираните повърхности по механичен път. Почистването може да бъде сухо и мокро.

#### Сухо почистване
Сухото почистване се осъществява чрез ръчно отстраняване на замърсителите с големи размери, измитане или изтриване със суха кърпа. Всяка дезинфекция трябва да започне с ръчно отстраняване на замърсителите с големи размери. Измитането и забърсването са нискоефективни методи за дезинфекция, защото много от микроорганизмите се разпръсват във въздуха и два-четири часа след сухото почистване отново се отлагат върху повърхностите.

#### Мокро почистване
Мокрото почистване се осъществява чрез измиване с течаща вода или изтриване с влажна кърпа. Отстранява значителна част от микроорганизмите. Ефективността му се повишава, когато почистваните повърхности се обработят с миещи препарати (най-често повърхностно активни вещества, ПАВ).

### Варосване
Състои се в боядисване на повърхностите с гасена вар. Микроорганизмите залепват за влажната повърхност и скоро след това загиват.

### Облъчване
Облъчването е метод за дезинфекция на предмети и повърхности, чрез целенасочено използване на лъчиста енергия. Използват се следните спектри:

#### Ултравиолетови лъчи
Повечето микроорганизми бързо умират при облъчване с ултравиолетови лъчи. Действието на ултравиолетовите лъчи зависи от дължината на вълната и от медицинска гледна точка ултравиолетовият спектър има три области:
- UV-A – антирахитична област, използва се за облъчване в солариумите; освен, че кожата получава естетически приятен загар, при облъчване с този спектър значително се увеличава синтеза на витамин D; ултравиолетовите лъчи от този спектър са вредни за зрението.
- UV-B – бактерицидна област, използва се за облъчване на операционни зали, микробиологични лаборатории, повърхности в предприятия от хранително-вкусовата промишленост и кухните в детските ясли; ултравиолетовите лъчи от този спектър силно увреждат ретината и при продължително въздействие могат да предизвикат ослепяване.
- UV-C – канцерогенна област, използва се за облъчване на помещения, в които е необходима пълна стерилност; ултравиолетовите лъчи от този спектър много бързо увреждат ретината; при облъчване на незащитена кожа може да възникнат тумори.

Ултравиолетовите лъчи са част от слънчевата светлина, която в миналото широко се е използвала за дезинфекция на бебешки дрехи, платно за превръзки и др. Затова е хубаво стаите, в които живеем, да бъдат слънчеви.

#### Гама-лъчи
Гама-лъчите (йонизираща радиация) са с най-ниска дължина на вълната и изцяло пронизват всички облъчени тела. Отделят се във високи дози при разпадане на радиоактивни вещества.
Гама-лъчите силно увреждат всички живи организми, като нанасят тежки поражения на ДНК. Те обаче не разрушават неодушевените предмети, което ги прави подходящи за стерилизация на инжекционни игли, спринцовки, бинтове и много други медицински материали. Поради високата опасност за хората, гама-лъчите се използват за дезинфекция само в строго контролирани, промишлени условия.
Гама-лъчите се използват само за дезинфекция на материали за еднократна употреба. Те не се прилагат в болници, лаборатории и други неиндустриални медицински обекти.

### Загряване
Максималната температура, при която изобщо могат да съществуват живи организми, е около 135 °С. Но това е гранична стойност, до която могат да преживеят само някои спори, вируси и приони. Повечето живи организми, включително микроорганизмите, много бързо загиват при температура от 100 °С.

#### Изгаряне
Изгарянето е най-сигурният метод за дезинфекция. Използва се за унищожаване на биологични отпадъци и при ликвидиране на особено опасни инфекции.

#### Опламеняване (обгаряне)
Опламеняването е бърз, сигурен и сравнително евтин метод. Но той е опасен и уврежда опламеняваните повърхности. Затова се използва предимно при полеви условия, когато не могат да се използват други методи и средства. При дезинфекция чрез обгаряне трябва да се има предвид, че температурата е най-висока на върха на пламъка.

#### Суха топлина
Широко се използва за стерилизация на медицински инструменти и лабораторни съдове. Стандартната процедура е загряване до 160 – 180 °С за 2 – 3 часа.
Гладенето също е отдавна известен метод за дезинфекция чрез суха топлина. Затова в миналото много дълго и старателно са гладели детските дрехи, бельото и платното за превръзки.

#### Влажна топлина

##### Изваряване
Извършва се в кипяща вода, чиято температура е около 100 °С, за не по-малко от 1 час (считано от започване на кипенето). За повишаване на температурата на кипене на водата, към нея могат да се прибавят различни соли. Основното предимство на метода е, че всички части и повърхности на дезинфекцираните материали се загряват равномерно. Съществено неудобство е изискването за стерилно изсушаване на стерилизираните предмети. Поради това изваряването вече се използва само в полеви условия.

##### Течаща пара
Дезинфекция на предмети и материали
Извършва се в специален уред, наречен апарат на Кох в чест на своя създател – великия немски микробиолог Роберт Кох. Апаратът представлява гърне с метална решетка, която се поставя на 20 cm от повърхността на водата. Когато водата се нагрее до кипене, отделената пара с температура около 102 °С дезинфекцира поставените върху решетката материали. Методът е стар, но надежден и успешно се прилага в практиката.
Дезинфекция на повърхности
Този метод е бърз, сигурен и сравнително евтин. Това го прави изключително актуален и перспективен днес. Осъществява се чрез специални уреди, наречени пароструйки. Горещата пара под налягане много качествено отстранява всички замърсители, по механичен път, а високата температура моментално убива вегетативните форми на повечето микроорганизми. Добавянето на температуроустойчиви дезинфектанти към водата, от която се получава парата, прави възможностите на този метод практически безгранични. Прилага се за дезинфекция на здравни заведения, предприятия от хранително-вкусовата промишленост, превозни средства и др.

##### Пара под налягане
Това е един от най-надеждните и най-широко прилагани методи за дезинфекция днес. Извършва се в специални уреди, наречени автоклави и парови стерилизатори. В тях парата достига до температура 121/134 °С и налягане от 0,15/0,22 MPa. За стандартна дезинфекция се прилага процедура с продължителност 40/20 минути (считани от момента на достигане на желаните параметри).

## Биологични методи
Единственият познат метод за биологична дезинфекция е чрез използването на пробиотици. Пробиотиците са щамове безвредни микроорганизми, които при своя растеж изразходват хранителните ресурси, необходими за развитието на болестотворните микроорганизми. Освен това пробиотичните култури допълнително отделят биологично активни вещества, които правят средата неблагоприятна за вредните микроорганизми.
При биологичните методи за очистване на битови отпадъчни води се използват основно специални бактерии, които разграждат органичните вещества и ги превръщат във въглероден диоксид. Биологичните методи са перспективни също и за очистване на замърсена с нефт вода. Известни са около двеста вида бактерии и примитивни организми, които използват нефта като храна. Като санитари или лечители на водата се проявяват и някои водорасли.